# Крекінг-установки в Сульфур
Крекінг-установки в Сульфур — підприємство нафтохімічної промисловості в Луїзіані, розташоване в районі агломерації Лейк-Чарльз.
Одним з центрів нафтохімічної промисловості США традиційно є район агломерації Лейк-Чарльз на річці Калкасьє за пів сотні кілометрів від Мексиканської затоки, до якої прокладено важливий Судноплавний канал Калкасьє. У 1960-х та 1970-х тут з’явились установки парового-крекінгу компаній Conoco та Occidental, а наприкінці століття до них приєдналась Westlake Petrochemicals. У 1991-му та 1997-му вона запустила дві установки піролізу вуглеводневої сировини загальною потужністю 1043 тисячі тонн етилену на рік. Станом на середину 2010-х цей показник зазначали як 1089 тисяч тонн, в тому числі установка Sulphur 1 потужністю 567 тисяч тонн та Sulphur 2 з показником 522 тисяч тонн.
Як сировину Sulphur 1 використовує етан, тоді як друга установка має у складі сировинної суміші 30 % пропану.
Також можна відзначити, що внаслідок «сланцевої революції» в районі Лейк-Чарльз станом на другу половину 2010-х споруджувались ще два потужних виробництва етилену, які належать південнокорейській Lotte та південноафриканській Sasol.